# 虎牢の戦い
虎牢の戦い（ころうのたたかい、中国語: 虎牢之戰）は、中国隋末唐初の621年（武徳4年）5月28日、虎牢関（現在の河南省鄭州市滎陽市）において、李世民率いる唐軍と、王世充・竇建徳軍との間で生じた戦いである。洛陽・虎牢の戦い、汜水の戦い（しすいのたたかい）とも呼ばれる。唐の統一戦争において最も重要な戦役であり、この戦役での勝利によって唐は洛陽の王世充・河北の竇建徳という二大勢力を平定し、唐の基本的な版図を画定した。

## 洛陽の包囲
隋の末年、群雄が割拠しており、唐の高祖李淵は長安を攻めて「唐」を称し、王世充は洛陽に拠って「鄭」を称していた。秦王李世民は、東征のため出兵することを決断した。
武徳3年（620年）7月、高祖は李世民に王世充征討の詔書を発出した。王世充は唐軍来襲の報に接し、魏王王弘烈に襄陽を、荊王王行本に虎牢を、宋王王泰鎮に河内を、斉王王世惲に洛陽の南城を、楚王王世偉に洛陽の宝城を、太子王玄応に洛陽の東城を、漢王王玄恕に含嘉（洛陽の城北）を、魯王王道徇に曜儀（洛陽の城北）をそれぞれ守備させ、王世充は自ら軍を率いた。李世民が慈澗（現在の河南省洛陽市新安県の東30里）に進軍したところ、王世充は洛陽に退却した。唐軍は洛陽周辺の都市を攻略して鄭軍の兵站を断絶し、洛陽の北邙山に進駐して洛陽を圧迫した。
唐軍の勢いは大きく、河南の50余州は相次いで降伏した。王世充が竇建徳に使者を派遣して救援を求めると、中書侍郎の劉彬は竇建徳に出兵を勧めた。竇建徳は、王世充の鄭が一旦敗退すれば竇建徳の「夏」も維持が困難になると考え、王世充の要請に応えて出兵し、使者を派遣して王世充と和議を結んだ。

## 戦いの経緯
武徳4年（621年）3月、唐軍は洛陽を包囲した。洛陽には溝と壁が築かれ、城内の住民はひどく苦しんでいた。竇建徳は10万余の大軍を西進させ、周橋（現在の山東省菏沢市定陶区）・管城・滎陽・陽翟等を攻略した。李世民は李元吉・屈突通等の諸将に洛陽の包囲・攻撃を継続させ、自らは3,500名程度の歩兵・騎兵を率いて虎牢に進み、兵を留めて好機を待った。夏軍はこの直前にも他勢力への軍事行動があったため、軍営生活がすでに数か月に及び、士気は著しく低下しており、兵は皆故郷へ戻りたいと望んでいた。
夏の国子祭酒である凌敬は、「主力軍は黄河を渡り河内・河陽を攻撃すべきであり、太行山を再び越えて上党に入り、汾陽・太原を攻略して蒲津（現在の山西省運城市永済市の西）を下すべきです。この策には、三つの利があります。第一、無人の境に入るものであり、勝ち取るものは万に及び、失うものは一つもありません。第二、領土を開拓して兵を徴募し、軍勢はさらに強力になります。第三、関中は激震し、鄭に対する唐の包囲は自然と解消されます。この策のように簡単に対処する方法は、他にはありません。」と述べ、作戦を変更するよう竇建徳に進言した。しかし、他の諸将がこの策に反対したため竇建徳はこの策を採用せず、凌敬らの策はまともに反論されることもなく水の泡と化してしまった。
5月、「竇建徳が唐軍の兵糧が尽きるのを待っており、唐軍が黄河の北岸に馬を放牧している間に軍を率いて虎牢を襲撃しようとしている」という情報を李世民が知った。ここにおいて唐軍は黄河の北岸に渡り、広武の南境に到達して河辺に千余匹の馬を放って竇建徳を誘い込み、夜には再び軍を引き返して虎牢に戻った。竇建徳はこの計略にかかり、全軍を板渚（現在の滎陽市の北で、黄河の南岸）から西進させて幅20里にわたって軍を展開し、太鼓を叩いて戦いを挑んだ。李世民は兵を留めて動かさず、少数の兵士で対応するのみであった。
正午に至り、夏軍の兵士は飢えと疲れから帰りたいと思うようになり、地面に座り、また水を巡って相争うようになり、軍の秩序は大いに乱れた。唐軍は夏軍の兵士が疲弊したところで反撃に出て、3,000名あまりの重騎兵で敵営を急襲した。竇建徳は群臣と会議をしている最中であり、陣の勢いは大いに乱れた。唐軍は30里にわたって敵を追撃し、竇建徳は負傷して捕虜となった。夏軍は一挙に撃破され、唐軍は夏軍の兵3,000人余を斬殺し、50,000人余を捕虜とした。唐軍の主力は再び洛陽城に戻り、竇建徳を洛陽城下に引致して王世充と対話させた。王世充は竇建徳の軍が壊滅したことを知り、すぐさま城を献上して唐軍に降伏した。

## その後
竇建徳の夏軍が敗退した後、左僕射の斉善行と竇建徳の曹皇后はわずか100騎を率いて洺州に敗走した。竇建徳の臣下は、竇建徳の養子を王に擁立しようと画策したが、斉善行はこの案を排斥し、最終的に百官と伝国の璽をもって唐に投降した。
7月、竇建徳は長安に送られ斬首された。唐の高祖が王世充の罪状を数えあげたところ、王世充は「私の罪はもとより死に値しますが、秦王はかつて私を殺さないと言いました」と述べたため、高祖は王世充を赦免して、庶人に落として巴蜀の地に流罪とした。それから数日もしないうち、王世充の仇敵であった亡き独孤機の子の独孤修徳は、王世充とその兄である王世惲の警護が手薄であることに乗じて、彼らを殺害した。高祖は独孤修徳の官位を罷免するにとどめた。後に、王世充のその他の親族は謀反のかどで死罪に処せられた。
竇建徳の没後、かつての臣下であった将兵は憤慨し、劉黒闥を王に推戴して半年以内に竇建徳の旧領を回復した。武徳6年（天造2年、623年）、劉黒闥は李建成によって平定された。
虎牢の戦いは、中原の情勢を根底から転換させることとなった。李世民は、竇建徳と王世充の二大集団を一挙に平定して中国の北方を統一し、唐の版図の基礎を画定した。李世民の軍功は極めて大きく、高祖は李世民のために特に天策上将の位を設け、李世民に与えた。このことが、間接的に後の玄武門の変を招くことにつながったのである。